# Be Quick or Be Dead
«Be Quick or Be Dead» es el primer sencillo del álbum Fear of the Dark, del grupo Iron Maiden publicado en 1992. La canción trata de varios escándalos políticos que tomaron lugar en el tiempo de su realización, incluyendo el escándalo bancario de Robert Maxwell, la quiebra del mercado europeo, y el caso BCCI. Fue realizado un mes anterior al álbum y alcanzó el puesto #2 en la lista de sencillos de Reino Unido.

## Lista de canciones
1. «Be Quick or Be Dead»[2] (Bruce Dickinson, Janick Gers) – 3:25
2. «Nodding Donkey Blues» (Steve Harris, Bruce Dickinson, Dave Murray, Nicko McBrain, Janick Gers) – 3:18
3. «Space Station #5» (versión de Ronnie Montrose) – 3:47
4. «Bayswater Ain't a Bad Place to Be» (Dickinson, Gers) – 8:05 (no listada) (Solamente lanzada en Reino Unido)

## Miembros
- Steve Harris – bajo, coro
- Bruce Dickinson – voz
- Dave Murray – guitarra
- Janick Gers – guitarra, coro
- Nicko McBrain – batería